# Cúp bóng đá châu Á 1956
Cúp bóng đá châu Á 1956 là giải đấu đầu tiên của Cúp bóng đá châu Á – một giải đấu bóng đá cấp châu lục được tổ chức bốn năm một lần, do Liên đoàn bóng đá châu Á (AFC) sáng lập và điều hành. Vòng chung kết được tổ chức tại Hồng Kông (Trung Quốc) từ ngày 1 đến ngày 15 tháng 9 năm 1956, thi đấu theo thể thức vòng tròn một lượt với 4 đội tham dự và không có trận chung kết. Với 2 chiến thắng và 1 trận hòa, Hàn Quốc đã trở thành đội tuyển bóng đá quốc gia vô địch châu Á lần đầu tiên trong lịch sử giải đấu này.
Một quy định đặc biệt tại giải đấu này là tất cả các trận đấu chỉ kéo dài 80 phút. Nếu hoà sau thời gian thi đấu chính thức, trận đấu sẽ có thêm 30 phút hiệp phụ. Tuy nhiên, điều này đã không xảy ra do điều kiện ánh sáng yếu vào cuối trận.

## Địa điểm
| Hồng Kông | Hồng Kông              |
| --------- | ---------------------- |
| Hồng Kông | Sân vận động Chính phủ |
| Hồng Kông | Sức chứa: 28.000       |
| Hồng Kông |                        |

## Các đội lọt vào vòng chung kết
Các đội lọt vào chung kết gồm đội chủ nhà và 3 đội nhất các bảng ở vòng loại.
- Hồng Kông (Chủ nhà)
- Israel (Nhất bảng 1)
- Việt Nam Cộng hòa (Nhất bảng 2)
- Hàn Quốc (Nhất bảng 3)

## Kết quả
Giờ thi đấu tính theo giờ Hồng Kông (UTC+8)
| Đội               | ST | T | H | B | BT | BB | HS | Đ |
| ----------------- | -- | - | - | - | -- | -- | -- | - |
| Hàn Quốc          | 3  | 2 | 1 | 0 | 9  | 6  | +3 | 5 |
| Israel            | 3  | 2 | 0 | 1 | 6  | 5  | +1 | 4 |
| Hồng Kông         | 3  | 0 | 2 | 1 | 6  | 7  | −1 | 2 |
| Việt Nam Cộng hòa | 3  | 0 | 1 | 2 | 6  | 9  | −3 | 1 |

| Hồng Kông           | 2–3 | Israel                         |
| ------------------- | --- | ------------------------------ |
| Au Chi Yin 12', 66' |     | Glazer 37', 76' · Stelmach 69' |

| Hàn Quốc                              | 2–2 | Hồng Kông                          |
| ------------------------------------- | --- | ---------------------------------- |
| Kim Ji-Sung 45' · Choi Kwang-Seok 62' |     | Tang Yee Kit 10' · Ko Po Keung 39' |

| Israel       | 1–2 | Hàn Quốc                              |
| ------------ | --- | ------------------------------------- |
| Stelmach 71' |     | Woo Sang-Kwon 52' · Sung Nak-Woon 64' |

| Việt Nam Cộng hòa                  | 2–2 | Hồng Kông                                  |
| ---------------------------------- | --- | ------------------------------------------ |
| Trần Văn Tổng 30' · Lê Hữu Đức 64' |     | Chu Wing Wah 59' (ph.đ.) · Lau Chi Lam 79' |

| Israel            | 2–1 | Việt Nam Cộng hòa |
| ----------------- | --- | ----------------- |
| Stelmach 14', 27' |     | Trần Văn Tổng 58' |

| Hàn Quốc                                                                    | 5–3 | Việt Nam Cộng hòa                      |
| --------------------------------------------------------------------------- | --- | -------------------------------------- |
| Sung Nak-Woon 5' · Woo Sang-Kwon 41' (ph.đ.), 58' · Choi Chung-Min 57', 66' |     | Trải Văn Đào 20' · Lê Hữu Đức 51', 63' |

## Cầu thủ ghi bàn
| 4 bàn - Nahum Stelmach 3 bàn - Woo Sang-Kwon - Lê Hữu Đức - Trần Văn Tổng 2 bàn - Au Chi Yin - Yehoshua Glazer - Choi Chung-Min - Sung Nak-Woon | 1 bàn - Chu Wing Wah - Ko Po Keung - Lau Chi Lam - Tang Yee Kit - Choi Kwang-Seok - Kim Ji-Sung - Trải Văn Đào |